# Maison Charles-Rudolph-Hosmer
La maison Charles-Rudolph-Hosmer (aussi connue sous le nom de maison Hosmer (Université McGill)) est une maison bourgeoise située dans le Mille carré doré à Montréal au Canada. Elle  a été à l’origine la résidence de Charles Hosmer (en), un homme d’affaires montréalais ayant fait fortune notamment dans les domaines de la télégraphie et du commerce de la farine.
Construite entre 1900 et 1901, cette résidence est conçue et réalisée par l’architecte Edward Maxwell et son frère cadet William Sutherland Maxwell dans le style Beaux-arts. Cette résidence fait partie de l’ancien domaine de Charles Rudolph Hosmer qui comprend la maison (incluant le quartier des domestiques), l’écurie et le jardin.
Ce domaine fait l’objet de quelques mesures de protection. Il est reconnu par la Ville de Montréal en 1987 et par le gouvernement du Québec en 2005 comme une partie intégrante du « site patrimonial du Mont-Royal ».

## Localisation
La maison Charles-Rudolph-Hosmer est située au 3630, promenade Sir-William-Osler dans le quartier du Mille carré doré de l’arrondissement Ville-Marie de la ville de Montréal. Elle est localisée à environ 3,2 km du Vieux-Montréal. Le site est desservi par l’autobus no  144 Av. des Pins.

## Historique
| Années    | Étapes de construction                                     | Architectes                                                | Entrepreneurs                                                                    |
| --------- | ---------------------------------------------------------- | ---------------------------------------------------------- | -------------------------------------------------------------------------------- |
| 1900-1901 | Construction de la maison et de l’écurie,                  | Edward Maxwell,, Frederick G. Todd (architecte du paysage) | J. H. Hutchison (maçonnerie), Jos. Binette (charpenterie), A. Cowen (briquetage) |
| 1934      | Réfection d’une galerie et construction d’un nouveau foyer | William Sutherland Maxwell et Gordon McLeod Pitts          | John Quinlan & Co.                                                               |

### 1900 à 1901: la construction

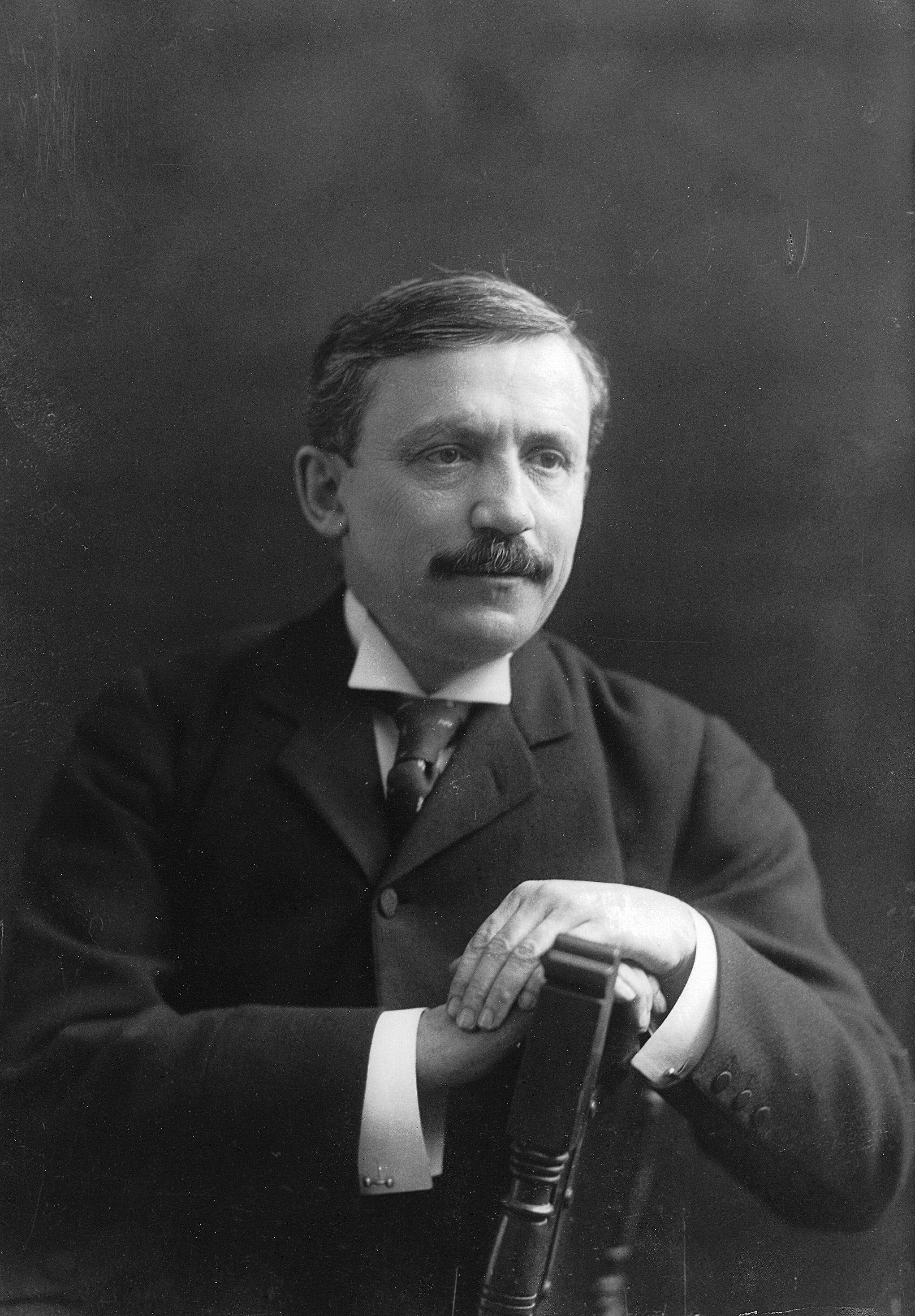
Charles Rudolph Hosmer (1897)

Vers 1900, Charles Rudolph Hosmer commande à l'architecte Edward Maxwell une maison digne de sa nouvelle fortune. Maxwell choisit alors le style Beaux-Arts pour sa résidence. Trois raisons motivent ce choix. La première est liée à la popularité croissante pour ce style à cette époque, notamment accentuée par les expositions universelles de Chicago en 1893 et de Paris en 1900. La deuxième provient de la volonté du propriétaire, Charles R. Hosmer, de « vouloir faire soupeser par la société montréalaise sa richesse et son succès ». Finalement, la troisième est rattachée à l'influence récente de son frère, William Sutherland Maxwell, alors récemment diplômé de l'École des Beaux-Arts de Paris, sur son travail professionnel, les deux travaillant en étroite collaboration.

### 1901 à 1969: la famille Hosmer
En 1901, Charles R. Hosmer s'installe avec son épouse, Clara Bigelow, dans leur nouvelle demeure du Mille carré doré. À la mort de Charles R. Hosmer en 1927, son fils ainé, Elwood Hosmer, reçoit la maison en héritage. Lorsque ce dernier meurt, il laisse lui-même la maison en héritage à son fils ainé.
En 1969, la famille Hosmer vend la résidence à l'université McGill.

### 1969 à nos jours: l'université McGill
En 1969, l'université McGill achète la maison Charles-Rudolph-Hosmer et décide d'y installer en partie la faculté de physiothérapie et d'ergothérapie. Pour ce faire, l'université entreprit d'importants travaux de modifications de l'édifice afin de mieux servir sa nouvelle destination.

## Maison
Le domaine de la maison Charles-Rudolph-Hosmer est d’une superficie d’environ 4 405 m2. Il est délimité par la maison Alice-Graham et un stationnement au sud, par le domaine de James-Thomas Davis au nord, par la promenade Sir-William-Osler à l'est ainsi que par rue de la Montagne à l'ouest. Ce domaine fait l’objet de quelques mesures de protection. Le 15 décembre 1987, la Ville de Montréal a déclaré par règlement une zone délimitée du mont Royal, incluant la maison Charles-Rudolph-Hosmer, de « Site  patrimonial du mont Royal »,. Le 9 mars 2005, le gouvernement du Québec a déclaré par décret une zone délimitée du mont Royal, qui inclut également la maison Charles-Rudolph-Hosmer, de « site patrimonial du mont Royal »,,.
Cette résidence fait partie d’un domaine qui comprenait la maison, une écurie et un parc ou jardin.

### Extérieur

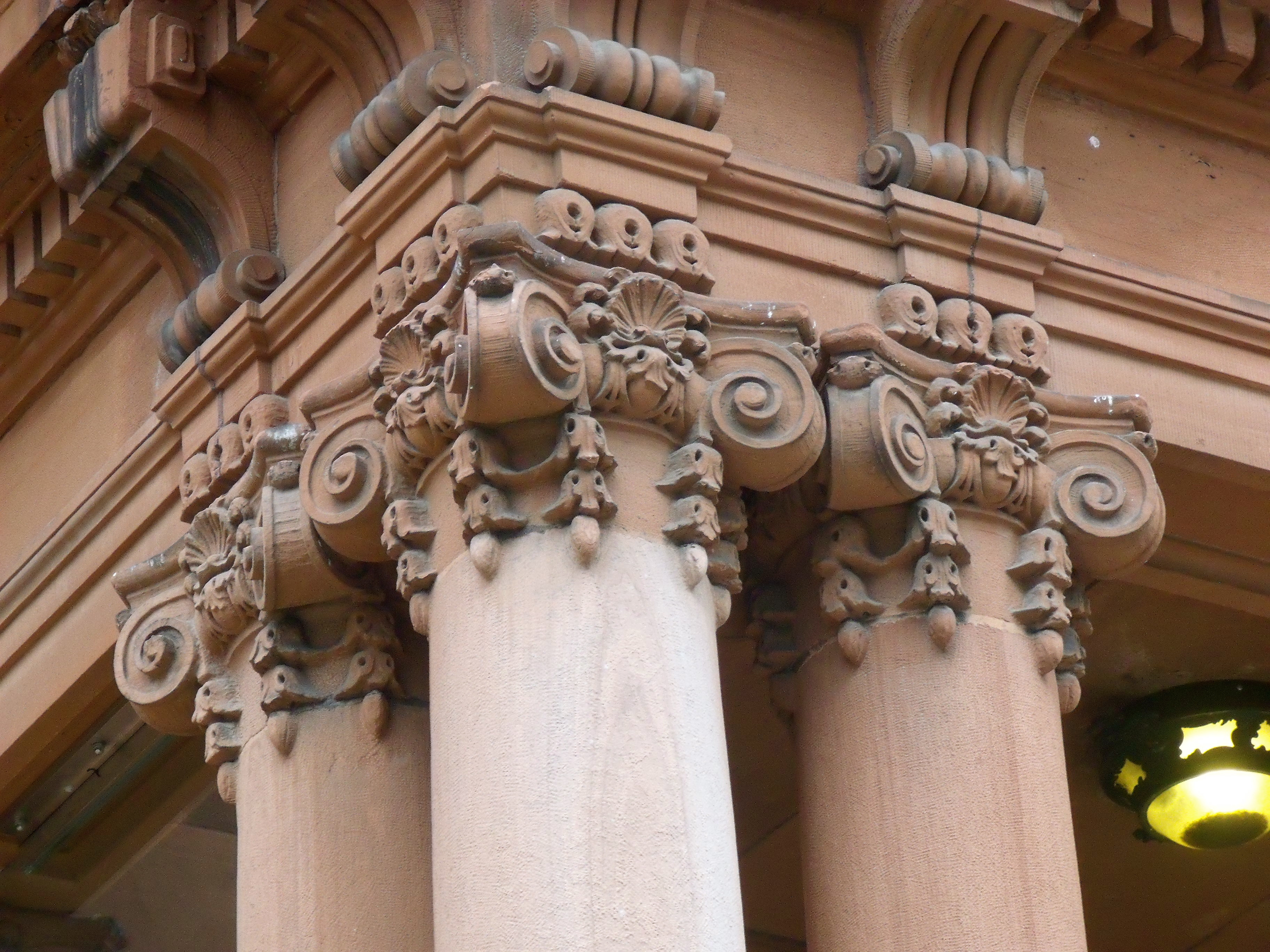
Détail des colonnes (2012)

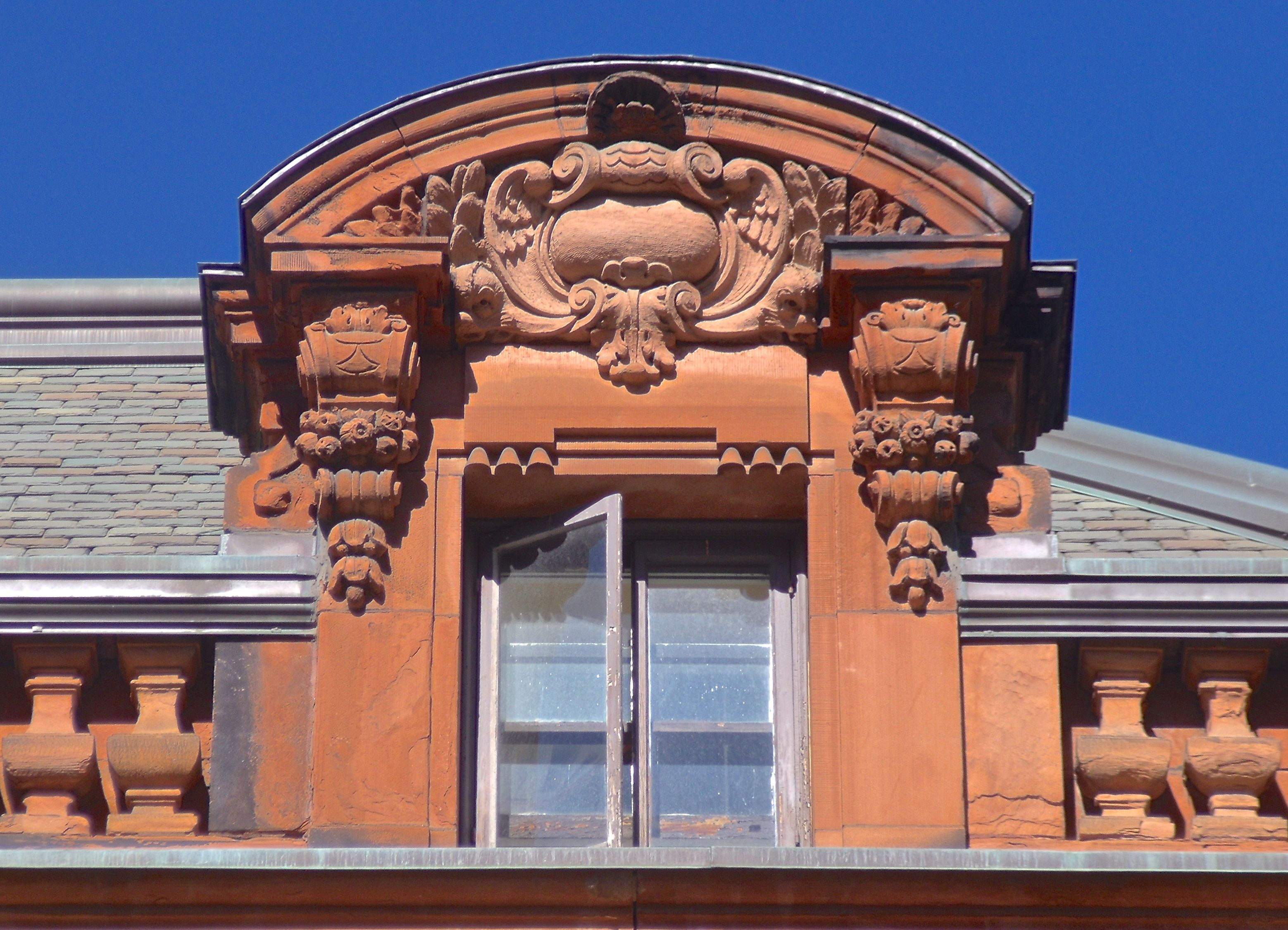
Détail du décor sculpté (lucarne, 2013)

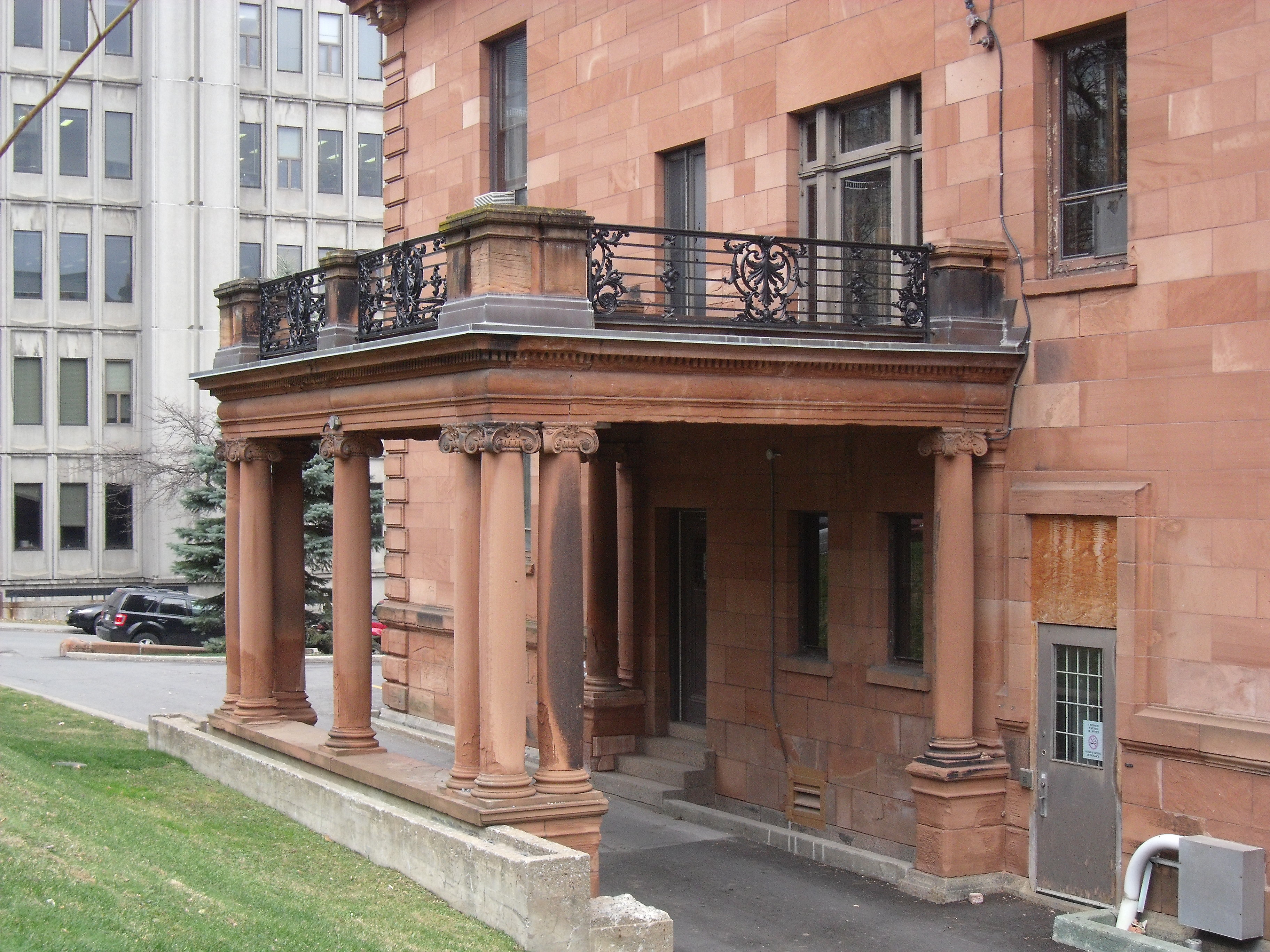
Porte cochère (2012)

La maison Charles-Rudolph-Hosmer est un des rares témoignages montréalais du style Beaux-Arts de la première phase, « c'est-à-dire de descendance directe du style Second Empire ». Les éléments sculptés des façades sont pour la plupart de style néo-baroque.
L’ancienne résidence est composée d'un corps rectangulaire à quatre étages, incluant le sous-sol et l’étage d’attique. Le revêtement extérieur des façades est constitué de pierres en grès rouge provenant d'une carrière située près de la ville de Galashiels en Écosse. Par l'utilisation d'un revêtement de couleur foncée, l'architecte Maxwell déroge aux règles des Beaux-Arts et « accentue le caractère palatial de la résidence ».
La façade avant, orientée vers la promenade Sir-William-Osler, présente un ressaut central qui divise le décor sculpté en deux, l’un étant le miroir de l’autre. Cette façade est en premier lieu caractérisée par cet escalier à une seule volée qui mène à l’entrée d'apparat. Cet escalier est encadré d'un porche à colonnes et pilastres. Les chapiteaux d’ordre ionique de ces colonnes sont couronnés d’un abaque mouluré supporté par quatre petits enroulements et présentant en son centre un coquillage agrémenté de feuilles. Leurs échines sont agrémentées d’oves et dards, de perles et pirouettes. Les volutes sont ornées de huit chutes de feuilles.
La porte d’entrée à double battant dite « à la française » est surmontée d'une imposte vitrée protégée par une grille en métal ouvragé décorée notamment de rinceaux. On peut y apercevoir au centre l'ancien numéro de porte, le « 302 ». Au-dessus de l'imposte, se trouve un arc surbaissé à clé de voute représentée par un mascaron sculpté.
Le porche est ensuite surmonté d'un balcon entouré d’une balustrade en fer forgé décorée de rinceaux soutenue par des piliers en pierre. La porte-fenêtre du second étage donnant accès au balcon est à double battant. Elle est couronnée d'une fausse clé de voute décorée d'un cartouche surmonté d'une tête d'animal entourée de volutes et de feuilles. À l'attique, le ressaut est couronné d'une lucarne en forme d'œil-de-bœuf entourée d'une guirlande de feuilles. Cette lucarne est dominée d'un fronton circulaire supporté par deux consoles décorées de guirlandes de fruits. Présent au centre du fronton, un relief sculpté est agrémenté d'un cartouche entouré de volutes, de feuilles et d'un mascaron.
Les fenêtres du sous-sol, de l’étage noble et du second étage de la façade avant (située à l'est) sont disposées symétriquement de part et d’autre du ressaut. Au sous-sol, les fenêtres sont percées dans le socle de pierres à chanfrein. Ces fenêtres sont protégées par des grilles en métal forgé. À l’étage noble, les fenêtres surmontées d'une imposte sont couronnées d'un fronton soutenu par deux consoles. Présent au centre du fronton un relief sculpté agrémenté d'un cartouche entouré de volutes, de feuilles et de fruits. Au second étage, les fenêtres reprennent le même décor sculpté que la porte à double-battant du balcon. À l'attique, les lucarnes sont surmontées d'un fronton circulaire supporté par deux consoles décorées de guirlandes de fruits. Présent au centre du fronton, un relief sculpté est agrémenté d'un cartouche entouré de volutes et de feuilles.
La façade avant présente au niveau du sous-sol et de l’étage noble un mur de pierres à chanfrein alors qu’elle présente un mur de pierres de taille au second étage. Le mur de la façade avant est de plus souligné par des chaînes d'angle de pierre à chanfrein à l’étage noble et au second étage. La façade est finalement surmontée d'une architrave dominée par une frise couronnée par une corniche à modillons. À l'attique, une balustrade en pierre vient se juxtaposer entre les lucarnes et supporte aux angles des pots décorés de quatre têtes de bélier. La maison est finalement recouverte d'une mansarde revêtue d'ardoises et est soulignée aux angles par une volute.
Quant au mur sud, il présente en premier lieu, en plein centre, un oriel circulaire s’érigeant sur toute la hauteur de la résidence. Cet oriel est couronné d'une cheminée. Le décor sculpté est identique à celui de la façade avant situé à l'est et les fenêtres du sous-sol, de l’étage noble, du second étage ainsi que des lucarnes de l'attique sont disposées symétriquement de part et d’autre de l'oriel. La façade sud est par la suite prolongée par deux vérandas superposées et soutenues par des colonnes à chapiteaux d’ordre ionique. Une balustrade en fer forgé décorée de rinceaux entoure ces vérandas.
Les façades nord et ouest sont, quant à elles, presque totalement dénuées d’ornementation sculptée. On remarque cependant, attachée à la façade nord, une élégante porte cochère soutenue par neuf colonnes à chapiteaux d’ordre ionique surmontées d'un balcon entouré d’une balustrade en fer forgé décorée de rinceaux soutenue par des piliers en pierre. Cette porte cochère permettait de protéger des intempéries montréalais la seconde entrée de la résidence, plus accessible depuis une calèche. Se trouve également sur le mur nord l'entrée des domestiques.
Un petit muret composé également de pierres en grès rouge d'Écosse reprend les mêmes ornements sculptés que la maison et borde la promenade Sir-William-Osler en avant de l’édifice.

### Intérieur
L’intérieur de la résidence occupe une superficie de 2 711 m2. La maison est conçue de manière à remplir une de ses fonctions principales, soit d’accueillir de grandes réceptions mondaines. Des salles de réception aux dimensions parfois impressionnantes furent donc construites à cet effet, notamment le hall d’entrée, le grand salon et la salle à manger.
L'aménagement intérieur de la maison est organisé par une série d'axes symétriques qui facilitent le passage d'une pièce à l'autre. Depuis l'entrée principale, un long couloir semble diviser la maison en deux et relie cette entrée aux diverses pièces du rez-de-chaussée situées de part et d'autre de cet axe est-ouest. Un second axe, nord-sud, vient se rajouter et est caractérisé par l'escalier monumental du grand hall et les portes donnant accès au grand salon.

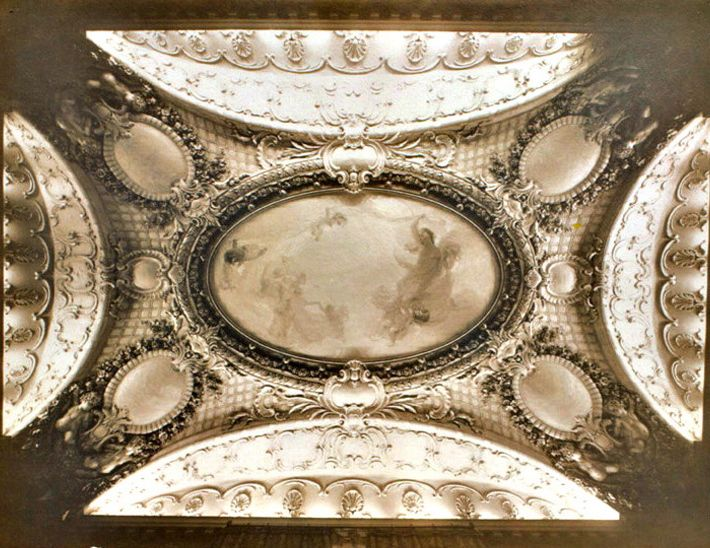
Détail du plafond style rococo du petit salon (1911)

Le décor intérieur de la résidence reflète les goûts en vogue en Amérique du Nord à cette époque, soit l’utilisation de plusieurs styles empruntés au passé afin de démontrer sa richesse et son pouvoir. De cette façon, chaque pièce présente un décor différent. Cette particularité permettait d'ailleurs au propriétaire de la maison « d'exposer dans un cadre harmonieux ses collections de meubles et de tableaux anciens qui couvraient plusieurs périodes de l'histoire de l'art, en plus d'être une garantie pour lui-même aux yeux des autres de l'étendue de ses connaissances artistiques »,. L'intérieur a été principalement décoré par Frederick W. Hutchison.
Le vestibule, le couloir et le grand hall sont de style Première Renaissance française et son décor a été exécuté par Frederick W. Hutchison. Les boiseries sont en chêne blanc d'Amérique teinté façon acajou et les poutres du plafond à la française sont liées par des sangles en fer forgé. Les vitraux des fenêtres de l'escalier sont d'origine allemande.
À droite de l'entrée principale se trouve la bibliothèque de style Seconde Renaissance française. Ses boiseries sont en bois de rose sculpté agrémenté de feuilles d'or. Le foyer est en marbre vert de Connemara. Les murs étaient autrefois recouverts de tentures de soie et de velours de facture industrielle illustrant des motifs de la renaissance française.
À gauche de l'entrée principale se trouve un petit salon de style rococo français dont les murs étaient autrefois tapissés de soie de couleur verte et dont les meubles étaient recouverts de tapisseries de la manufacture des Gobelins,. Son décor a été également exécuté par Frederick W. Hutchison. Situé devant le grand escalier et communiquant avec le petit salon et la salle du petit déjeuner, le grand salon et son décor, de style Louis XV, a été inspirée par le portrait peint d'une femme vêtue de rose par Sir Joshua Reynolds. Ce portait était installé au-dessus de la cheminée située dans l'oriel vis-à-vis les portes donnant accès au grand escalier. Les murs du grand salon étaient autrefois tapissés de soie de couleur rose et son tapis provenait de la manufacture de la Savonnerie.
La salle à manger, de style néogothique, présente des lambris d'acajou qui étaient autrefois surmontés de papier peint à la main de style art nouveau exécuté par la William Morris & Co.. Le plafond est à la française.
La salle du petit déjeuner présente un plafond en berceau. La salle de billard est de style « Old English » et donne sur la véranda extérieure.

#### Sous-sol
Le sous-sol de la résidence était autrefois occupé entièrement par le quartier des domestiques.

#### Rez-de-chaussée
Selon les plans exécutés par l'architecte Edward Maxwell vers 1900, le rez-de-chaussée comptait notamment ces pièces: un vestibule, un hall d’entrée, un vestiaire (Cloakroom), un couloir, un office (pantry), une salle du petit déjeuner (Breakfast room), une salle à manger (Dinning room), un petit salon de réception (Reception room), un grand salon (Drawing room), une bibliothèque ou cabinet de travail, un cabinet d'aisances et une véranda extérieure.

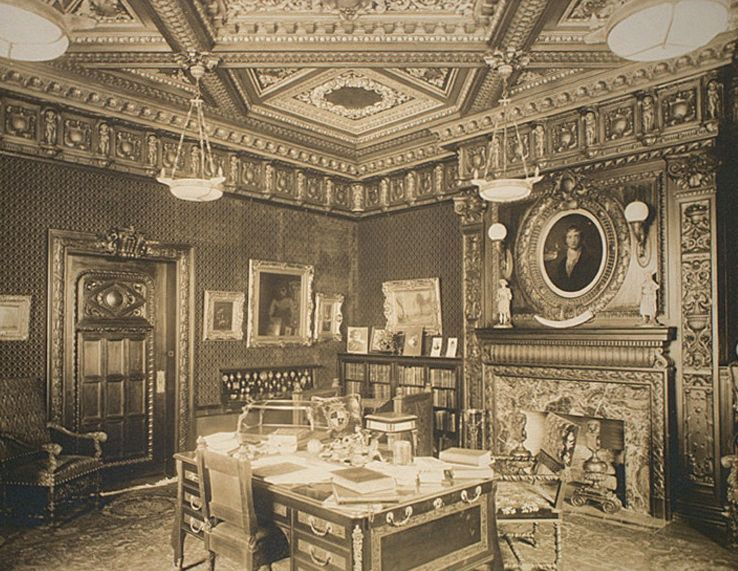
La bibliothèque ou cabinet de travail
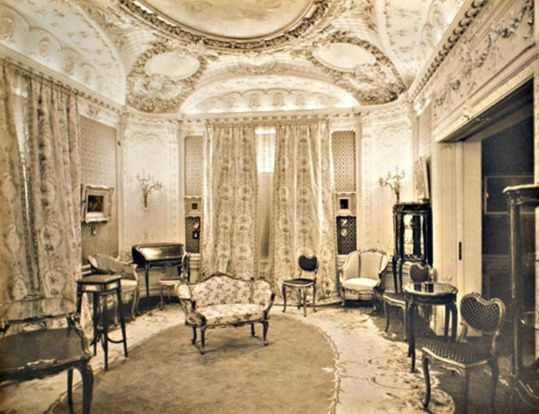
Le petit salon
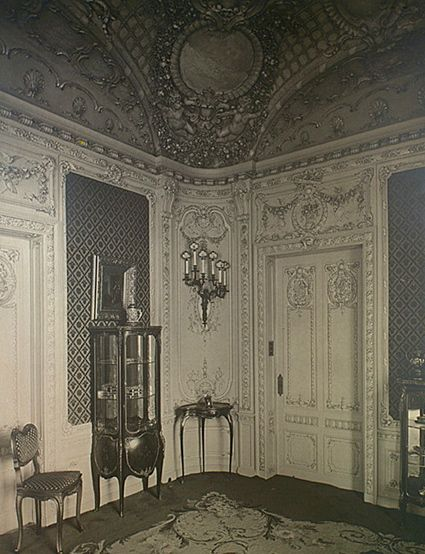
Le petit salon
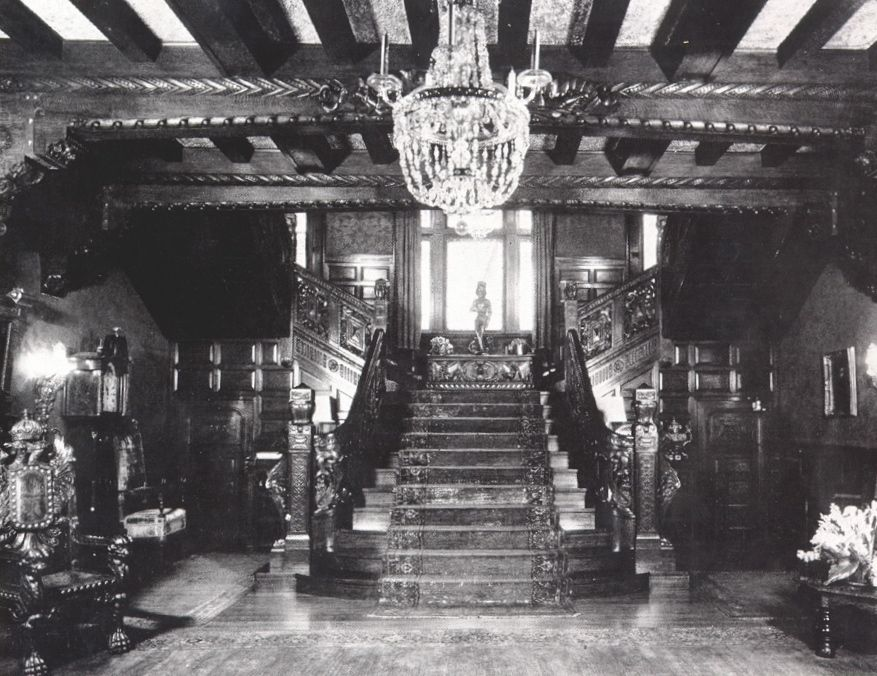
Le hall et le grand escalier
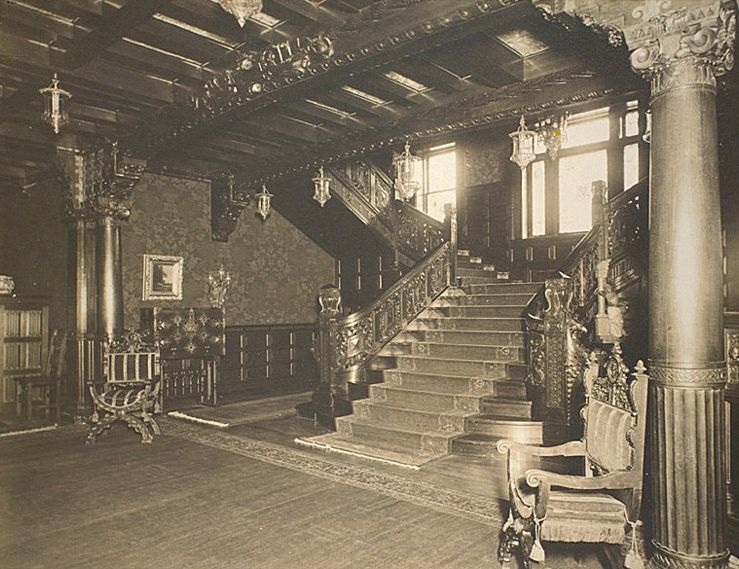
Le grand escalier
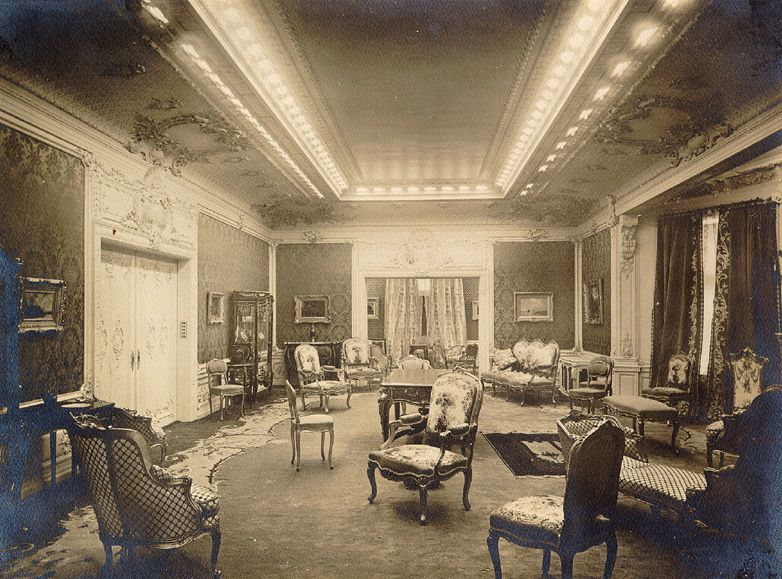
Le grand salon
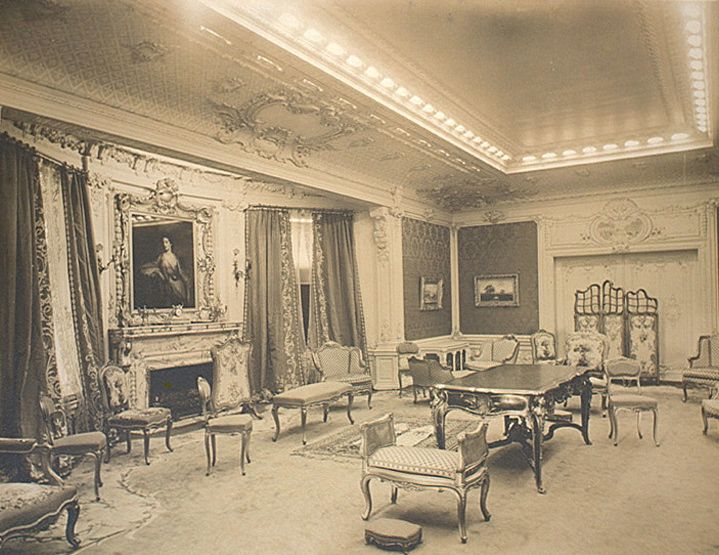
Le grand salon
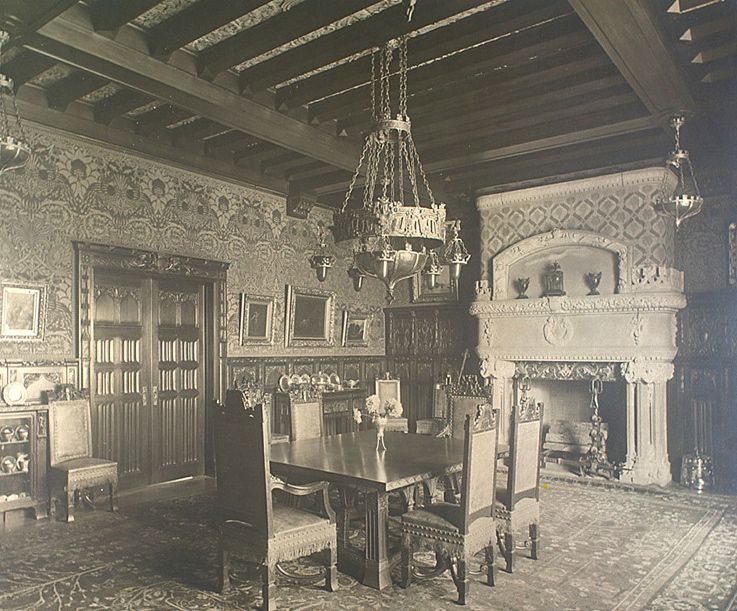
La salle à manger
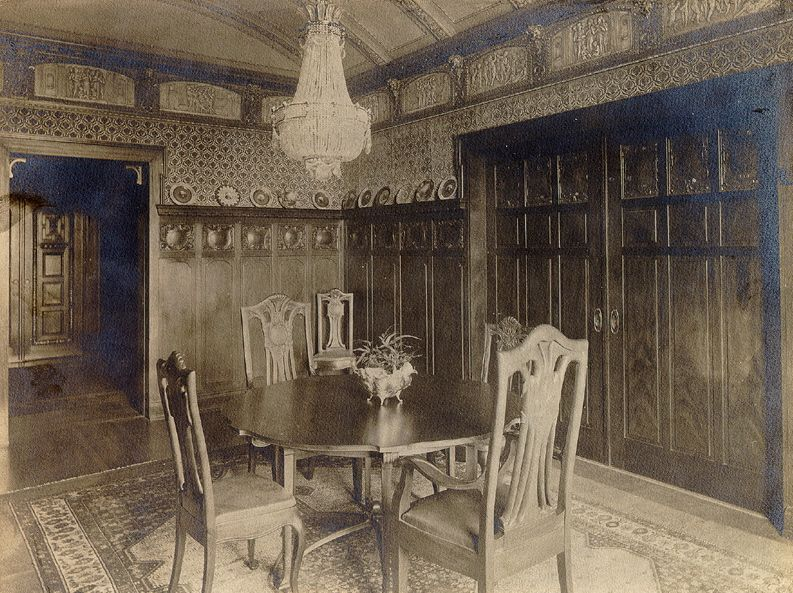
La salle du petit déjeuner (1913)
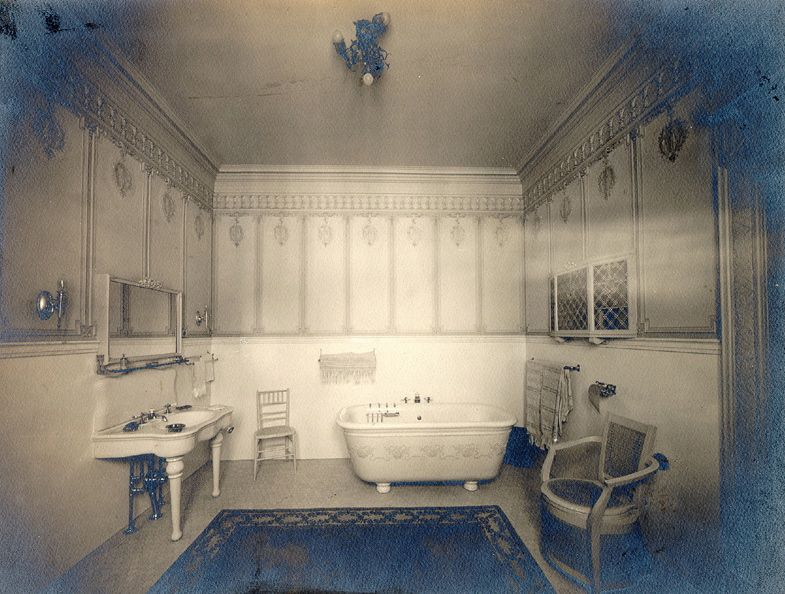
La salle de bain

#### Étage
À l’origine, l'étage comptait notamment ses pièces,, : six chambres à coucher (dont quatre avec placard et deux avec cabinet de toilette (Dressing room)), un boudoir (Sitting room), trois salles de bains, trois placards supplémentaires, deux lingeries (linen rooms),

#### Attique
À l’origine, l'attique comptait notamment ses pièces, : cinq chambres à coucher, une salle de bains, un couloir et la cage d’escalier principal.

## Dépendances

### Quartier des domestiques
Au sous-sol, le quartier des domestiques occupait autrefois tout l'étage en entier. Il comptait ses pièces,, : une cuisine, un garde-manger (Larder), une salle des gens (anglais : Servant’s Hall), deux chambres à coucher pour domestiques, deux salles de bains, une salle des majordomes (Butlers room), une buanderie (Laundry room), deux entrepôts à charbon (Coal rooms), une salle à fournaise (Furnace room), une cave à bière (Beer cellar), deux entrepôts divers (Store rooms), un escalier de service et un couloir.
À l'étage, le quartier des domestiques comptait une salle de couture (Sewing room) et un escalier de service.
À l'attique, il comptait cinq chambres pour domestiques, une salle de bains, un entrepôt, et un escalier de service.

### Écurie

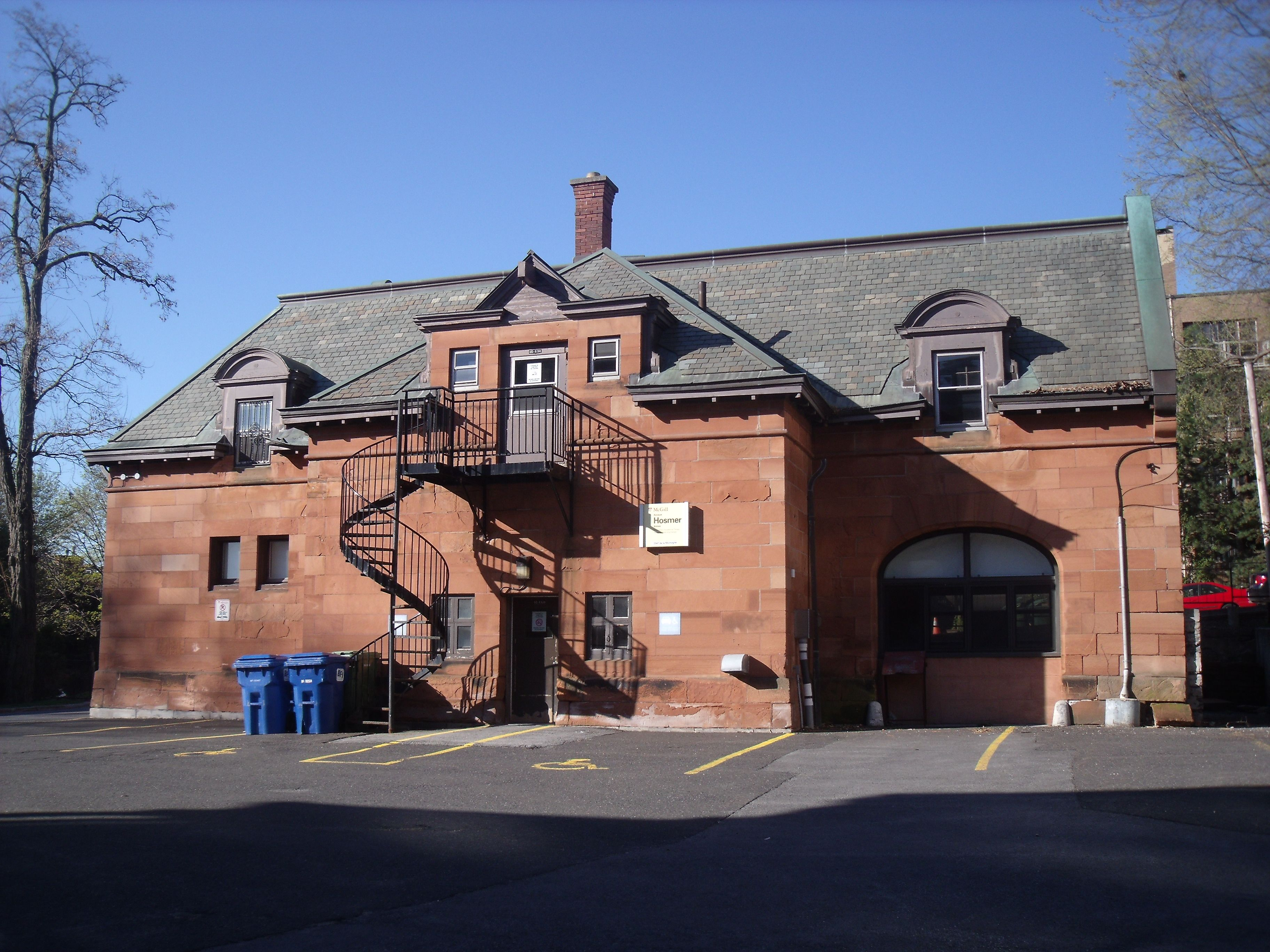
L'écurie (2014)

L'écurie de la résidence se trouve au sud du domaine et borde la rue de la Montagne. Cet édifice emprunte le même style architectural de la maison principale. Il est toutefois beaucoup moins ornementé que la résidence maîtresse. Selon les plans exécutés par l'architecte Edward Maxwell en 1900, le rez-de-chaussée comptait à l'origine ces pièces: l’écurie (Stalls) comprenant cinq stalles à chevaux, la salle de harnachement (Harness room), une mangeoire à chevaux et un entrepôt à calèches. Dans le comble ou à l’étage, on retrouvait ces pièces : un vaste grenier (Loft), trois chambres à coucher pour le cocher ou le chauffeur, un salon (Living room), une salle de bains, un grenier à foin (Hayloft) et deux entrepôts divers.

## Jardin
Le jardin de la maison Charles-Rudolph-Hosmer a été à l'origine conçu et réalisé par l'architecte paysagiste Frederick Gage Todd lors de la construction de la résidence.

## La maison et les arts
La maison renfermait du temps de la famille Hosmer une importante collection d'antiquités et d'œuvres d'art des XVIe, XVIIe et XVIIIe siècles. Chacune des trois générations ayant habité la résidence contribuèrent à l'enrichir. Cette collection a malheureusement été démembrée et se trouve actuellement répartie entre des collectionneurs privés et plusieurs musées canadiens, dont le Musée des beaux-arts de Montréal et la Galerie d'art Beaverbrook de Fredericton. Parmi les plus célèbres œuvres de la collection Hosmer, figuraient le Lady Macbeth d'Eugène Delacroix, Quatre vues de Venise par Canaletto peintes en 1725-1726 pour le comte de Lucca ainsi qu'un groupe de toiles d'Eugène Boudin. La collection renfermait également des œuvres de François-Hubert Drouais, Francesco Guardi, James Wilson Morrice, Joshua Reynolds et Pieter Brueghel le Jeune. Les Hosmer avaient aussi encastré des peintures sur verre d'origine flamandes, néerlandaises, allemandes, suisses, françaises et italiennes dont certaines remontent jusqu'à 1594,. Ces vitraux ont été enlevés en 1976 par des employés de l'université McGill afin de les protéger,.